# Pueblos con Encanto

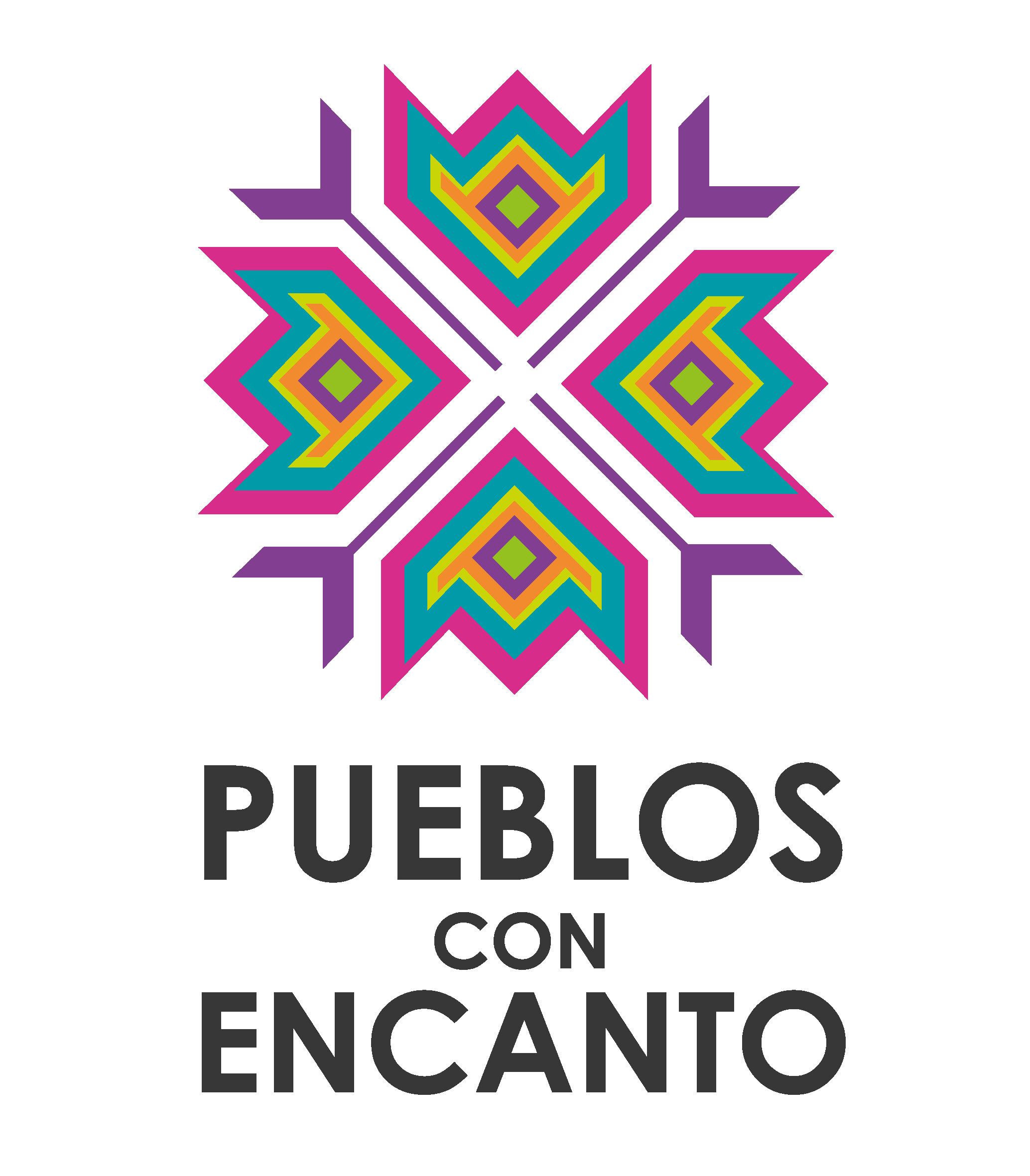
Logotipo del programa pueblos con encanto

Pueblos con Encanto es un programa de promoción turística del Estado de México, que tiene como objetivo resaltar la autenticidad y patrimonio de diversas localidades, así como impulsar estrategias para fomentar y diversificar la actividad turística a través de la oferta cultural, deportiva y artesanal.
La distinción de Pueblos con Encanto brinda beneficios como promoción, capacitación y certificaciones que impulsan la profesionalización de los servicios turísticos y artesanales. Los municipios reconocidos se comprometen a mantener la autenticidad y encanto que los caracteriza, contribuyendo al enriquecimiento cultural y al desarrollo sostenible de la región.
El Gobierno del Estado de México obtuvo el registro de la marca Pueblos con Encanto el 13 de enero de 2016, y el registro del logotipo el 25 de mayo de 2017. Hasta el mes de marzo del 2023 este programa ha favorecido a un total de 25 municipios.

## Historia
Esta iniciativa surgió en el año 2005, (aunque algunas fuentes señalan que fue en 2006). Como programa gubernamental tiene el propósito de ofrecer respaldo a los diversos municipios del Estado de México que muestran inclinación hacia el turismo y, en consecuencia, cuentan con el potencial de generar beneficios económicos en favor de sus residentes. Los municipios que forman parte de este programa se benefician de aportaciones tanto a nivel estatal como municipal. 
Como programa gubernamental ha evolucionado a lo largo de los años, estableciendo criterios y lineamientos que destacan la singularidad y atractivos de cada localidad.
En su primera etapa, este programa operó a partir de los primeros lineamientos de declaración de Pueblos con Encanto, publicados en el Periódico Oficial "Gaceta del Gobierno" del 7 de octubre de 2014.
Durante su segunda etapa –desarrollada en el marco de las celebraciones del Bicentenario de la Independencia– el programa se denominó Pueblos con Encanto del Bicentenario. 
El 27 de abril de 2022 se publicaron en la Gaceta de Gobierno del Estado de México los nuevos lineamientos (actualmente vigentes) para declarar a los municipios como Pueblos con Encanto.
Once municipios han obtenido la declaratoria Pueblo Mágico después de haber sido declarados Pueblos con Encanto: Malinalco, El Oro, Metepec, Aculco, Ixtapan de la Sal, Teotihuacán, San Martín de las Pirámides, Villa del Carbón, Tonatico, Jilotepec y Otumba.
Por su parte, los municipios de Tepotzotlán y Valle de Bravo obtuvieron la denominación de Pueblo Mágico previamente a la creación de la declaratoria de Pueblos con Encanto.

## Operación
La convocatoria para obtener la distinción Pueblo con Encanto se emite cada tres años, la más reciente data de febrero de 2023. Aquellos municipios que cuentan con la declaratoria vigente son evaluados anualmente por la Secretaría de Cultura y Turismo del Estado de México, a través de la Subsecretaría de Turismo.
Los municipios reconocidos como Pueblos con Encanto deben presentar estrategias para posicionar la marca, haciendo uso de la innovación y la tecnología. La declaratoria pierde vigencia cuando un municipio obtiene el nombramiento de Pueblo Mágico, programa de fomento al turismo de la Secretaría de Turismo (México), o cuando no cumple con las obligaciones establecidas.
| Núm. | Municipio               | Fecha de declaratoria     |
| ---- | ----------------------- | ------------------------- |
| 1    | Amecameca               | Noviembre del 2008        |
| 2    | Temascalcingo           | Noviembre del 2008        |
| 3    | Amanalco                | 12 de noviembre del 2008  |
| 4    | Ayapango                | 14 de noviembre del 2008  |
| 5    | Sultepec                | 14 de noviembre del 2008  |
| 6    | Tlalmanalco             | 14 de noviembre del 2008  |
| 7    | Temascaltepec           | 14 de noviembre del 2008  |
| 8    | Zacualpan               | 14 de noviembre del 2008  |
| 9    | Acolman                 | 29 de octubre del 2009    |
| 10   | Coatepec Harinas        | Agosto del 2011           |
| 11   | Donato Guerra           | Agosto del 2011           |
| 12   | Papalotla               | Agosto del 2011           |
| 13   | Tepetlixpa              | Agosto del 2011           |
| 14   | Nopaltepec              | 27 de septiembre del 2012 |
| 15   | Ozumba                  | 31 de enero del 2013      |
| 16   | Axapusco                | 11 de marzo del 2013      |
| 17   | Lerma                   | 9 de octubre del 2015     |
| 18   | Tenango del Valle       | 9 de octubre del 2015     |
| 19   | Zinacantepec            | 9 de octubre del 2015     |
| 20   | Jocotitlán              | 30 de agosto del 2021     |
| 21   | San Felipe del Progreso | 6 de septiembre del 2021  |
| 22   | Jiquipilco              | 31 de marzo del 2023      |
| 23   | Polotitlán              | 31 de marzo del 2023      |
| 24   | Temoaya                 | 31 de marzo del 2023      |
| 25   | Tepetlaoxtoc            | 31 de marzo del 2023      |

### Requisitos
Los municipios interesados en ser declarados Pueblos con Encanto deben cumplir con varios requisitos:
1. Atractivo Turístico: Presentar características que generen interés en los visitantes, como arquitectura, atractivos naturales, cocina tradicional, fiestas y tradiciones, producción artesanal y un producto turístico integral.
2. Singularidad: Contar con al menos un atractivo único y simbólico que lo distinga de otros municipios.
3. Oferta Turística: Proporcionar servicios turísticos, programas culturales, actividades, seguridad, preservación del patrimonio y formar parte de rutas turísticas establecidas.
4. Cumplir con el Programa Municipal de Turismo Sostenible y Desarrollo Artesanal, registros y consejo consultivo